# Bundesstraße 299
De Bundesstraße 299 (kort: B299) is een 320 kilometer lange bundesstraße in de Duitse deelstaat Beieren.
De bundesstraße loopt vooral in noord-zuid-richting vanaf de Tsjechische grens bij Hundsbach in de noordelijke Oberpfalz tot in de regio Chiemgau.

## Verloop
De B299 begint op de Tsjechische grens bij de grensovergang Hundsbach–Svätý Kríž als voortzetting van de Tsjechische I/214 vanuit Cheb. De B299 loopt door Waldsassen, en  Mitterteich waarna men bij afrit Mitterteich-Süd aansluit op de A93
Vervanging
Tussen afrit Mitterteich-Süd en afrit Falkenberg is de B299 vervangen door de A93.
Voortzetting
Vanaf afrit Falkenberg loopt de B299 via Erbendorf waar een ze  samenloopt met de B22, langs Reuth, Krummennaab, Pressath en kruist de B470. De B299 loopt verder door Grafenwöhr, Weiherhammer, Kaltenbrunn, Freihung . Tussen Gebenbach en Hahnbach loopt de B299 samen met de B14. De B299 komt in Amberg waar ze de B85 kruist. De B299 kruist bij afrit Amberg-west de A6 en komt door Ursensollen, Kastl, Pilsach ea bij Neumarkt de B299a  vanaf afrit Neumarkt id OPf. A3 aansluit. De B299 loopt langs Neumarkt in der Oberpfalz waar de B8 aansluit,  Sengenthal en Plankstetten, door Mühlhausen, Berching, men kruist het Main-Donau-Kanal, komt door Beilngries, langs Paulusstetten, door Altmannstein en Mindelstetten en  kruist de Donau. De B299 loopt langs Pförring en Neustadt an der Donau waarna de B299 in de afrit Neustadt/Mühlhausen aansluit op de B16.
Vanaf afrit Mühlhausen loopt de B299 samen met de B16. De B299 loopt langs Siegenburg en kruist  bij de afrit Siegenburg de A93, De B299 loopt langs Wildenberg en Pfeffenhausen en komt nog door de dorpen Weihmichl, Arth, alvorens ze bij afrit Altdorf aansluit op de A92.
Vervanging
Tussen afrit Altdorf en de afrit Landshut-Nord is de weg vervangen door de A92.
Voortzetting
Vanaf de afrit Landshut-Nord komt de B299 eerst door het dorp Ergolding naar Landshut  waar ze samenloopt met de B11 en de B15. De B299 loopt langs  Geisenhausen, Vilsbiburg naar afrit Vilsbiburg komt, waar ze aansluit op de B388.  Bij afrit Aich slaat de B299 weer af en loopt langs Bodenkirchen. door Egglkofen, langs Neumarkt-St. Veit  en Niedertaufkirchen en sluit bij afrit Mühldorf am Inn-Nord aan op de A94.
Vervanging
Tussen afrit Mühldorf-Nord  en de afrit Altötting is de B299 vervangen door de A94. 
Voortzetting
De B299 begint weer bij afrit Altötting. De weg n steekt direct ten zuiden van de afrit de Inn over, loopt langs Neuötting, Altötting, Unterneukirchen, Hart an der Alz Garching an der Alz, Wiesmühl an der Alz, Tacherting, men kruist de Alz, men passeert Trostberg, waarna men bij Altenmarkt an der Alz aansluit op de B304.
B2 · B2a · B2R · B3 · B4 · B4R · B8 · B10 · B11 · B12 · B13 · B13n · B14 · B15 · B15n · B16 · B17 · B18 · B19 · B20 · B21 · B22 · B23 · B25 · B26 · B26a · B27 · B28 · B28a · B29 · B30 · B31 · B31a · B32 · B33 · B33a · B34 · B35 · B36 · B37 · B38 · B38a · B39 · B44 · B45 · B47 · B85 · B89 · B131n · B173 · B276 · B278 · B279 · B285 · B286 · B287 · B289 · B290 · B291 · B292 · B293 · B294 · B295 · B296 · B297 · B298 · B299 · B300 · B301 · B302 · B303 · B304 · B305 · B306 · B307 · B308 · B309 · B310 · B311 · B312 · B313 · B314 · B315 · B316 · B317 · B318 · B319 · B340 · B378 · B388 · B415 · B425 · B426 · B462 · B463 · B464 · B465 · B466 · B467 · B468 · B469 · B470 · B471 · B472 · B491 · B492 · B500 · B505 · B512 · B523 · B532 · B533 · B535 · B588 · B999